# Alphadi
Seidnaly Sidhamed, pseudoniem Alphadi (Timboektoe, 1 juni 1957), is een in Mali geboren modeontwerper van Nigeriaanse nationaliteit.

## Biografie
Sidhamed groeide op in Niger. Hij studeerde toerisme in Parijs en volgde avondcursussen aan de Parijse modeschool Atelier Chardon Savard. Na zijn studie werkte hij eerst in een leidinggevende functie voor het Nigerese Tourismeministerie in Niamey.
In 1983 brak hij internationaal als modeontwerper door toen hij in Parijs een modeshow hield onder zijn kunstenaarsnaam Alphadi. Zijn modestijl voert terug op westerse invloeden in combinatie met tradities uit Nigerese bevolkingsgroepen Songhai, Zarma, Fulbe, Hausa en Toeareg.
In 1998 richtte Alphadi het Festival international de la mode africaine (FIMA)  op in Niger. Hetzelfde jaar won hij samen met twee andere Afrikaanse modeontwerpers, Oumou Sy uit Senegal en Tetteh Adzedu uit Ghana, de Prins Claus Hoofdprijs in het thema De Kunst van Afrikaanse Mode. In 2001 werd hij onderscheiden met de Chevalier de l'Ordre national du Mérite, een belangrijke Franse orde van verdienste.